# Eloy Pérez García
Eloy Pérez García (Barcelona, 25 de març de 1965) és un exfutbolista català, que ocupava la posició de defensa.

## Trajectòria
Comença a destacar al RCD Espanyol, amb qui debuta a la primera divisió a la campanya 87/88, encara que només apareix en sis ocasions. A l'any següent ja es consolida amb l'equip espanyolista. Romandrà durant sis campanyes més amb els blanc-i-blaus, dues d'elles a Segona Divisió (89/90 i 93/94), i la resta a la màxima categoria, tot sumant un total de 169 partits amb la samarreta perica.
La temporada 94/95 fitxa pel Palamós CF, amb qui juga a Segona Divisió, i a la posterior, és titular a les files del Deportivo Alavés, on disputa 32 partits de la categoria d'argent.